# Baheda Bala
Baheda Bala (nep. बहेडा बेला) – gaun wikas samiti w środkowej części Nepalu w strefie Dźanakpur w dystrykcie Dhanusa. Według nepalskiego spisu powszechnego z 2011 roku liczył on 1131 gospodarstw domowych i 6983 mieszkańców (3246 kobiet i 3737 mężczyzn).